# Yolande van Bretagne
Yolande van Bretagne (1218-1272) was een dochter van Peter I van Bretagne en Adelheid van Thouars. In 1235 huwde zij met Hugo XI van Lusignan, en werd de moeder van:
- Hugo XII van Lusignan
- Adelheid.

Bij haar huwelijk kreeg zij van haar vader het graafschap Penthièvre. Na haar dood ging deze titel over op haar broer Jan.

## Voorouders
| Voorouders van Yolande van Bretagne (1218-1272) | Voorouders van Yolande van Bretagne (1218-1272)                  | Voorouders van Yolande van Bretagne (1218-1272)                  | Voorouders van Yolande van Bretagne (1218-1272)                  | Voorouders van Yolande van Bretagne (1218-1272)                  | Voorouders van Yolande van Bretagne (1218-1272)                      | Voorouders van Yolande van Bretagne (1218-1272)                      | Voorouders van Yolande van Bretagne (1218-1272)                             | Voorouders van Yolande van Bretagne (1218-1272)                             |
| ----------------------------------------------- | ---------------------------------------------------------------- | ---------------------------------------------------------------- | ---------------------------------------------------------------- | ---------------------------------------------------------------- | -------------------------------------------------------------------- | -------------------------------------------------------------------- | --------------------------------------------------------------------------- | --------------------------------------------------------------------------- |
| Overgrootouders                                 | Robert I van Dreux (1123-1188) ∞ Agnes van Baudement (1130-1202) | Robert I van Dreux (1123-1188) ∞ Agnes van Baudement (1130-1202) | Rudolf I van Coucy (1134-1191 ∞ Agnes van Henegouwen (1142-1168) | Rudolf I van Coucy (1134-1191 ∞ Agnes van Henegouwen (1142-1168) | Godfried IV van Thouars (1133-1189) ∞ Aenor van Lusignan (1122-1204) | Godfried IV van Thouars (1133-1189) ∞ Aenor van Lusignan (1122-1204) | Conan IV van Bretagne (1138-1171) ∞ Margaretha van Huntingdon (1103 - 1136) | Conan IV van Bretagne (1138-1171) ∞ Margaretha van Huntingdon (1103 - 1136) |
| Grootouders                                     | Robrecht II van Dreux (1154-1218) ∞ Yolande de Coucy (1164–1222) | Robrecht II van Dreux (1154-1218) ∞ Yolande de Coucy (1164–1222) | Robrecht II van Dreux (1154-1218) ∞ Yolande de Coucy (1164–1222) | Robrecht II van Dreux (1154-1218) ∞ Yolande de Coucy (1164–1222) | Gwijde van Thouars (-1213) ∞ Constance van Bretagne (1161-1201)      | Gwijde van Thouars (-1213) ∞ Constance van Bretagne (1161-1201)      | Gwijde van Thouars (-1213) ∞ Constance van Bretagne (1161-1201)             | Gwijde van Thouars (-1213) ∞ Constance van Bretagne (1161-1201)             |
| Ouders                                          | Peter Mauclerc (1187-1250) ∞ Adelheid van Bretagne (1200-1221)   | Peter Mauclerc (1187-1250) ∞ Adelheid van Bretagne (1200-1221)   | Peter Mauclerc (1187-1250) ∞ Adelheid van Bretagne (1200-1221)   | Peter Mauclerc (1187-1250) ∞ Adelheid van Bretagne (1200-1221)   | Peter Mauclerc (1187-1250) ∞ Adelheid van Bretagne (1200-1221)       | Peter Mauclerc (1187-1250) ∞ Adelheid van Bretagne (1200-1221)       | Peter Mauclerc (1187-1250) ∞ Adelheid van Bretagne (1200-1221)              | Peter Mauclerc (1187-1250) ∞ Adelheid van Bretagne (1200-1221)              |